# Solenopsis blanda
Solenopsis blanda é uma espécie de formiga do gênero Solenopsis, pertencente à subfamília Myrmicinae.